# Bundeshandelsakademie Fürstenfeld
Die Bundeshandelsakademie Fürstenfeld (BHAK Fürstenfeld) ist eine Bundeshandelsakademie in Fürstenfeld in Österreich. Die berufsbildende höhere Schule hat den Schwerpunkt Marketing. Nach einer fünfjährigen Ausbildung absolvieren die Schüler und Schülerinnen die Reife- und Diplomprüfung.

## Geschichte
1954 wurde in Fürstenfeld die städtische Handelsschule gegründet. Der erste Direktor war Gustav Moczygemba. 1983 erfolgte die Umwandlung in eine Bundeshandelsschule und 1994 wurde diese wiederum zu einer Bundeshandelsakademie. Derzeit wird die Schule von Eva Maria Gruber geführt.

## Schulprofil

### Schwerpunkt Marketing
Der Schwerpunkt „Marketing“ zieht sich durch alle Fächer der Bundeshandelsakademie Fürstenfeld. In den ersten zwei Jahren erlangen die Schüler und Schülerinnen Grundkenntnisse in diversen Design- und Kreativitätstechniken. Ab dem dritten Jahrgang wählen sie Vertiefungen wie „Marketing und Multimedia“, „Entrepreneurship und Unternehmensgründung“ oder „Marketing“. Zusätzliche Praxiserfahrungen können in Freifächern wie z. B. „Angewandtes Marketing und Verkauf“, „Medienpraxis“ oder „Future Lab“ gesammelt werden. In Kooperation mit dem Wirtschaftsförderungsinstitut Graz haben Schüler und Schülerinnen außerdem die Möglichkeit, die Prüfung zum Diplomierten Marketingmanager bzw. zur Diplomierten Marketingmanagerin abzulegen.
2023 werden folgende Übungsfirmen geführt:
- Übungsfirma Bio-Hofladen GmbH[2] (Gründung 2013)
- Übungsfirma Wereb GmbH (Gründung 2021)

Seit dem Jahr 2016 ist die Bundeshandelsakademie Fürstenfeld außerdem eine zertifizierte Entrepreneurship Education School.

### Zusatzausbildung Agrar
Das landwirtschaftliche Zusatzangebot wird in Kooperation mit der Landwirtschaftlichen Fachschule Hatzendorf ermöglicht. Die Teilnehmer und Teilnehmerinnen absolvieren während ihrer Schulzeit an der Bundeshandelsakademie Fürstenfeld Praxisstunden mit landwirtschaftlichem Bezug (Landtechnik, Nutztierhaltung, Ackerbau, Direktvermarktung, Fischerei, Forstwirtschaft etc.). Nach der Reife- und Diplomprüfung können sie ohne weitere Prüfung in den Betriebsleiterjahrgang der Landwirtschaftlichen Fachschule Hatzendorf einsteigen und die Ausbildung zum landwirtschaftlichen Facharbeiter bzw. zur landwirtschaftlichen Facharbeiterin abschließen.